# Choristopsyche perfecta
Choristopsyche perfecta  (лат.) — ископаемый вид скорпионниц рода Choristopsyche из семейства Choristopsychidae. Обнаружен в юрских отложениях Китая (Daohugou Village, северная часть Китая, Shantou Township, Ningcheng County, Daohugou Formation, до 166 млн лет, келловейский ярус). Длина переднего крыла 20,1 мм, а его ширина — 10,4 мм. Длина заднего крыла 18,4 мм, а его ширина — 10,3 мм. 
Вид Choristopsyche perfecta был впервые описан в 2013 году группой китайских палеоэнтомологов (X. Qiao, C. K. Shih, D. Ren, Китай) вместе с таксонами Choristopsyche asticta, Paristopsyche angelineae. Таксон Choristopsyche perfecta включён в состав рода Choristopsyche Martynov 1937 вместе с Choristopsyche tenuinervis, Choristopsyche asticta.